# Remesianai Szent Niketasz
Remesianai Szent Niketasz (latinul: Nicetas Remesianus vagy Nicetas a Remesiana), (335 körül – 413/414, esetleg 414 után) remesianai püspök, nevezetes ókeresztény író.

## Élete és művei
Nicetas 377-ben lett Remesiana (lat. Naissus, a mai Niš közelében, Szerbia) püspöke. Nolai Szent Paulinus barátja volt, akit 398-ban és 401-ben Itáliában meg is látogatott.
A következő művei ismertek:
- 6 libelli intructionis ('A tanítások hat könyve') hitjelöltek számára (teljesen csak a 3. könyv maradt meg, amely az Apostoli hitvallás magyarázatát tartalmazza);[2]
- De ratione fidei ('A hit igazságáról') értekezés – feltehetően az intructionis 3. könyvéhez tartozik;[2]
- De Spiritus S. potentia ('A Szentlélek hatalmáról') értekezés – ez is feltehetően az intructionis 3. könyvéhez tartozik;[2]
- Ad lapsam virginem (A bűnbeesett szűzhöz') – Massiliai Gennadius említi, talán azonos a pszeudo-ambrosianus De lapsu virginis consecrataeval;[2]
- De vigiliis ('A virrasztásról'), beszéd;[1][2]
- De utilitate hymnorum ('A himnuszok hasznáról'), beszéd;[1][2]
- De diversis appellationibus ('Különböző elnevezésekről'), rövid értekezés;[2]
- Paulinus szerint himnuszokat is írt, melyek elvesztek;[2]
- 10 ír kézirat Nicetast tartja a Te Deum című elterjedt egyházi himnusz szerzőjének (akár erre is utalhatott Paulinus). Ezt a költeményt a 8. század óta ugyanakkor Szent Ambrusnak, Szent Hilariusnak, Szent Ágostonnak, és másoknak is tulajdonították.[1][2]

## Művei magyarul
- Téged Isten dicsérünk In: Sík Sándor: Himnuszok könyve, Szent István Társulat, Budapest, 1943, 43–47. o.
- Nicetas himnusza az Isten dicséretére In: Babits Mihály: Amor Sanctus – A középkor latin himnuszai, Magyar Szemle Társaság, Budapest, 1933, 46–48. o.